# La liceale seduce i professori
La liceale seduce i professori è un film del 1979 diretto da Mariano Laurenti.
Film della commedia sexy all'italiana, terzo capitolo della serie della Liceale, quasi un sequel di La liceale nella classe dei ripetenti.

## Trama
Per allontanarla dalle distrazioni giovanili della città, la bellissima Angela Mancinelli viene mandata dal padre in una cittadina della Puglia a casa dello zio, preside di liceo e vittima della goliardia dei suoi studenti.
Ben presto la ragazza conquista il cuore del dirigente, dei suoi compagni e di suo cugino, che suona di nascosto in un complesso ed è amato dalla procace Irma. Angela mira in alto, entrando nelle grazie di un giovane professore burbero.
Dato lo scarso profitto, i ragazzi vorrebbero sfruttare delle situazioni a loro vantaggio, dall'intrusione di Irma in casa del preside - memorabile la scena della camera da letto coadiuvata dal merlo chiacchierone - al ricattare il professore attraverso Angela, ma i piani falliscono miseramente con la generale bocciatura.
La protagonista, cui spetterebbe la medesima sorte, addolcisce la magra con l'annuncio della sua prossima maternità.

## Produzione
Il film è stato girato nelle cittadine di Corato e Trani, per le scene della scuola, il lungomare Cristoforo Colombo, la Cattedrale di Trani, il porto, la discoteca Samarcanda e il Cinema Impero.
È l'unico film della serie in cui la protagonista alla fine non si fidanza con lo studente di turno, ma con un professore (ovviamente giovane e bello). Inoltre l'unico professore che seduce è proprio colui con cui deciderà di restare (e di cui è anche incinta).

## Distribuzione
La pellicola è stata distribuita nelle sale cinematografiche a partire dal 9 agosto del 1979.